# Курчицька сільська рада
Курчицька сільська рада — колишня адміністративно-територіальна одиниця та орган місцевого самоврядування у Городницькому, Ярунському і Новоград-Волинському районах Коростенської і Волинської округ, Київської й Житомирської областей Української РСР та України з адміністративним центром у с. Курчиця.

## Населені пункти
Сільській раді були підпорядковані населені пункти:
- с. Курчиця
- с. Курчицька Гута
- с. Михіївка
- с. Ходурки

## Населення
Кількість населення ради, станом на 1923 рік, становила 1 602 особи, кількість дворів — 292.
Кількість населення сільської ради, станом на 1924 рік, становила 1 757 осіб.
Відповідно до результатів перепису населення СРСР, кількість населення ради, станом на 12 січня 1989 року, становила 1 484 особи.
Станом на 5 грудня 2001 року, відповідно до перепису населення України, кількість мешканців сільської ради становила 1 225 осіб.

## Склад ради
Рада складалася з 16 депутатів та голови.

### Керівний склад сільської ради
| ПІБ                     | Основні відомості                                                                                  | Дата обрання | Дата звільнення |
| ----------------------- | -------------------------------------------------------------------------------------------------- | ------------ | --------------- |
| Чепель Олексій Петрович | Сільський голова, 1963 року народження, освіта, член Всеукраїнського об'єднання «Батьківщина»      | 26.03.2006   | 31.10.2010      |
| Чепель Олексій Петрович | Сільський голова, 1963 року народження, освіта вища, член Всеукраїнського об'єднання «Батьківщина» | 31.10.2010   |                 |

Примітка: таблиця складена за даними джерела

## Історія
Створена 1923 року в складі сіл Курчицька Гута, Курчиця, Ходурки та урочищ Глибокий Рів (Клинок) і Курчицьке лісництво Городницької волості Новоград-Волинського повіту Волинської губернії. Станом на 17 грудня 1926 року в підпорядкуванні значилися урочища Дубове і Піщанський Тартак. 7 квітня 1933 року, відповідно до постанови Президії Київського ОВК «Про утворення 3 нових сільрад в Городницькому районі — Перелісянської, Веровської та Курчицько-Гутської», с. Курчицька Гута та х. Дубове увійшли до складу новоствореної Курчицько-Гутської сільської ради Городницького району Київської області. У 1941 році с. Ходурки та х. Клинок увійшли до складу новоствореної Ходурківської сільської ради Городницького району Житомирської області. На 1 жовтня 1941 року числилися хутори Луковець та Рудня, ур. Піщанський Тартак не перебувало на обліку населених пунктів. З 1944 року підпорядковується с. Курчицька Гута.
Станом на 1 вересня 1946 року сільська рада входила до складу Городницького району Житомирської області, на обліку в раді перебувало с. Курчиця, х. Курчицька Гута числиться в підпорядкуванні Ходурківської сільської ради, х. Рудня не перебуває на обліку населених пунктів, х. Луковець у довіднику пропущений.
11 серпня 1954 року, відповідно до указу Президії Верховної ради Української РСР «Про укрупнення сільських рад по Житомирській області», до складу ради включено села Михіївка та Ходурки ліквідованих Михіївської і Ходурківської сільських рад Городницького району.
На 1 січня 1972 року сільська рада входила до складу Новоград-Волинського району Житомирської області, на обліку в раді перебували села Курчицька Гута, Курчиця, Михіївка та Ходурки.
Припинила існування 29 грудня 2016 року через об'єднання до складу Чижівської сільської територіальної громади Новоград-Волинського району Житомирської області.
Входила до складу Городницького (7.03.1923 р.), Ярунського (28.11.1957 р.) та Новоград-Волинського (4.06.1958 р.) районів.